# Endodontie
Unter Endodontie oder Endodontologie (altgriechisch ἔνδον endon „innen“, ὀδών odon „Zahn“, λόγος logos „Lehre“ – die Lehre vom Zahninneren) versteht man einen Teilbereich der Zahnheilkunde, der sich vor allem mit Erkrankungen des Pulpa-Dentin-Komplexes und des periapikalen Gewebes beschäftigt. Das Ziel der endodontischen Behandlung ist die Erhaltung des eigenen Zahnes. Pulpitiden sind akute oder chronische Entzündungen der Pulpa (Zahnmark – Blut- und Lymphgefäße, Nerven und Bindegewebe) oder des Parodontiums (Zahnhalteapparat) als Folge einer endodontischen Erkrankung.
Die häufigsten Behandlungen in der Endodontie sind die Behandlungen des Wurzelkanals. Darüber hinaus kann in Fällen, in denen die Erstbehandlung der Wurzelkanäle fehlgeschlagen ist, eine Revision der Wurzelkanalbehandlung erforderlich werden. Ist auch diese nicht erfolgreich, wird oft eine chirurgische Wurzelspitzenresektion durchgeführt. Auch Pulpaüberkappungen (Abdeckung des eröffneten Zahnmarks), Regenerative Endodontie und alle Maßnahmen zur Erhaltung der Pulpa fallen in den Bereich der Endodontie.
Für eine fachgerechte Behandlung von Wurzelkanälen stehen vielfältige Techniken, zahnärztliche Handinstrumente sowie maschinell betriebene Aufbereitungsgeräte zur Verfügung. Die Kostenübernahme durch die Krankenkassen richtet sich nach den erlassenen Richtlinien.
Auch am Hund werden unter Umständen Wurzelkanalbehandlungen durchgeführt.

## Historische Literatur
- Georg Jorge Dietz: Moderne Endodontie. 1981.